# Mrwhosetheboss
Arun Maini, mais conhecido como Mrwhosetheboss, é um youtuber inglês, conhecido por seu conteúdo de tecnologia, o que lhe rendeu um Streamy Award em 2021.

## Carreira
Maini começou sua carreira publicando conteúdo de jogos eletrônicos no YouTube. Quando tinha 14 anos, seu irmão lhe deu seu primeiro smartphone, um ZTE Blade. Maini decidiu fazer um vídeo sobre isso, que "muitas pessoas assistiram, e o vídeo foi muito melhor do que eu esperava". A partir daí, ele voltou sua atenção para a criação de vídeos sobre smartphones, que acabaram levando à trajetória de seu canal.
Quando Maini estava estudando na Universidade de Warwick no Reino Unido, ele estava na área de economia. Durante seus estudos, ele estagiou na Pricewaterhouse Coopers, uma firma de contabilidade em Londres. Ele considerou essas oito semanas "bastante mundanas e chatas".  Quando estava lá, Maini costumava concluir seu trabalho "muito rapidamente" e começar a anotar ideias para novos vídeos do YouTube a serem gravados naquela noite. Na conclusão de seu estágio na Price Waterhouse, Maini recebeu uma oferta de trabalho de nível básico que renderia um salário de cerca de 35 mil libras. No entanto, ele recusou o trabalho e priorizou sua carreira no YouTube.
Maini inicialmente se concentrou em vídeos sobre smartphones, incluindo análises de aparelhos. No entanto, à medida que o número de seguidores do canal aumentava, ele expandiu os temas de seus vídeos para laptops, carros e até um aspirador de pó. Ele também fez vídeos em que fala honestamente sobre tópicos como manipulação da mídia por empresas de tecnologia e o metaverso.
Em 2015, Maini enviou um tutorial sobre como criar um projetor de holograma 3D improvisado através da criação de uma pirâmide composta de material reflexivo e colocando-a na tela de um smartphone. O vídeo recebeu cobertura do The Daily Dot e da CNBC. Em maio de 2021, Maini assinou com a Night Media.

## Prêmios e indicações
| Ano  | Prêmio         | Categoria  | Resultado | Ref.  |
| ---- | -------------- | ---------- | --------- | ----- |
| 2021 | Streamy Awards | Tecnologia | Venceu    | [ 6 ] |